# Séries télévisées américaines diffusées durant la saison 2013-2014
| 2012-2013 • | 2013-2014 • | 2014-2015 |

Cet article liste les séries télévisées diffusées en prime time sur les cinq principaux réseaux de télévision aux États-Unis durant la saison 2013–2014.

## Programmation

### Légende
- Les heures données correspondent à l’heure de l'Est et l’heure du Pacifique.
- Les nouvelles séries sont indiquées en gras.
- Les dates de première diffusion sont indiquées entre parenthèses (21/10 signifie 21 octobre, etc.) [1]
- Le format du programme correspond à la couleur qui lui est attribuée :

Magazine d’informations
Divertissement / Télé-réalité
Sitcom / Série d’animation (20-30 minutes)
Drama / Action (40-50 minutes)
Programme sportif en direct
Programme local
Rediffusion

### Dimanche
| Network | Network   | 19h                            | 19h30                          | 20h                       | 20h                                                                 | 20h30                                                               | 21h                                                                 | 21h30                                                               | 22h                                                                 | 22h30                                                               |
| ------- | --------- | ------------------------------ | ------------------------------ | ------------------------- | ------------------------------------------------------------------- | ------------------------------------------------------------------- | ------------------------------------------------------------------- | ------------------------------------------------------------------- | ------------------------------------------------------------------- | ------------------------------------------------------------------- |
| ABC     | Automne   | America's Funniest Home Videos | America's Funniest Home Videos | Once Upon a Time          | Once Upon a Time                                                    | Once Upon a Time                                                    | Revenge                                                             | Revenge                                                             | Betrayal                                                            | Betrayal                                                            |
| ABC     | Hiver     | America's Funniest Home Videos | America's Funniest Home Videos | The Bachelor              | The Bachelor                                                        | The Bachelor                                                        | Revenge                                                             | Revenge                                                             | Betrayal                                                            | Betrayal                                                            |
| ABC     | Printemps | America's Funniest Home Videos | America's Funniest Home Videos | Once Upon a Time          | Once Upon a Time                                                    | Once Upon a Time                                                    | Resurrection                                                        | Resurrection                                                        | Revenge                                                             | Revenge                                                             |
| ABC     | Été       | America's Funniest Home Videos | America's Funniest Home Videos | Wipeout                   | Wipeout                                                             | Wipeout                                                             | Rising Star                                                         | Rising Star                                                         | Rising Star                                                         | Rising Star                                                         |
| CBS     | Automne   | 60 Minutes                     | 60 Minutes                     | The Amazing Race          | The Amazing Race                                                    | The Amazing Race                                                    | The Good Wife                                                       | The Good Wife                                                       | Mentalist                                                           | Mentalist                                                           |
| CBS     | Été       | 60 Minutes                     | 60 Minutes                     | Big Brother               | Big Brother                                                         | Big Brother                                                         | Reckless                                                            | Reckless                                                            | Unforgettable                                                       | Unforgettable                                                       |
| Fox     | Automne   | NFL on Fox                     | The OT                         | Les Simpson               | Les Simpson                                                         | Bob's Burgers                                                       | Les Griffin                                                         | American Dad!                                                       | Programme local                                                     | Programme local                                                     |
| Fox     | Printemps | Bob's Burgers                  | American Dad!                  | Les Simpson               | Les Simpson                                                         | Les Griffin                                                         | Cosmos: A Spacetime Odyssey                                         | Cosmos: A Spacetime Odyssey                                         | Programme local                                                     | Programme local                                                     |
| NBC     | Automne   | Football Night in America      | Football Night in America      | Football Night in America | NBC Sunday Night Football (suivant le calendrier de la compétition) | NBC Sunday Night Football (suivant le calendrier de la compétition) | NBC Sunday Night Football (suivant le calendrier de la compétition) | NBC Sunday Night Football (suivant le calendrier de la compétition) | NBC Sunday Night Football (suivant le calendrier de la compétition) | NBC Sunday Night Football (suivant le calendrier de la compétition) |
| NBC     | Mi-saison | Dateline NBC                   | Dateline NBC                   | American Dream Builders   | American Dream Builders                                             | American Dream Builders                                             | Believe                                                             | Believe                                                             | Crisis                                                              | Crisis                                                              |

### Lundi
| Network | Network   | 20h                    | 20h30                  | 21h                         | 21h30                       | 22h                 | 22h30               |
| ------- | --------- | ---------------------- | ---------------------- | --------------------------- | --------------------------- | ------------------- | ------------------- |
| ABC     | ABC       | Dancing with the Stars | Dancing with the Stars | Dancing with the Stars      | Dancing with the Stars      | Castle              | Castle              |
| CBS     | Automne   | How I Met Your Mother  | We Are Men             | 2 Broke Girls               | Mom                         | Hostages            | Hostages            |
| CBS     | Mi-saison | How I Met Your Mother  | We Are Men             | 2 Broke Girls               | Mom                         | Intelligence (24/2) | Intelligence (24/2) |
| CBS     | Été       | How I Met Your Mother  | We Are Men             | 2 Broke Girls               | Mom                         | Under the Dome      | Under the Dome      |
| The CW  | The CW    | Hart of Dixie (7/10)   | Hart of Dixie (7/10)   | Beauty and the Beast (7/10) | Beauty and the Beast (7/10) | Programme local     | Programme local     |
| Fox     | Automne   | Bones                  | Bones                  | Sleepy Hollow               | Sleepy Hollow               | Programme local     | Programme local     |
| Fox     | Suivi par | Almost Human (4/11)    | Almost Human (4/11)    | Sleepy Hollow               | Sleepy Hollow               | Programme local     | Programme local     |
| Fox     | Mi-saison | Almost Human (4/11)    | Almost Human (4/11)    | The Following               | The Following               | Programme local     | Programme local     |
| NBC     | NBC       | The Voice              | The Voice              | The Voice                   | The Voice                   | The Blacklist       | The Blacklist       |

### Mardi
| Network | Network   | 20h                           | 20h30                         | 21h                 | 21h30               | 22h                | 22h30              |
| ------- | --------- | ----------------------------- | ----------------------------- | ------------------- | ------------------- | ------------------ | ------------------ |
| ABC     | ABC       | Marvel : Les Agents du SHIELD | Marvel : Les Agents du SHIELD | The Goldbergs       | Trophy Wife         | Lucky 7            | Lucky 7            |
| CBS     | CBS       | NCIS : Enquêtes spéciales     | NCIS : Enquêtes spéciales     | NCIS : Los Angeles  | NCIS : Los Angeles  | Person of Interest | Person of Interest |
| The CW  | The CW    | The Originals (3/10)          | The Originals (3/10)          | Supernatural (8/10) | Supernatural (8/10) | Programme local    | Programme local    |
| Fox     | Fox       | Dads                          | Brooklyn Nine-Nine            | New Girl            | The Mindy Project   | Programme local    | Programme local    |
| NBC     | Automne   | The Biggest Loser (8/10)      | The Biggest Loser (8/10)      | The Voice           | The Voice           | Chicago Fire       | Chicago Fire       |
| NBC     | Mi-saison | The Voice                     | The Voice                     | About a Boy         | Growing Up Fisher   | Chicago Fire       | Chicago Fire       |

### Mercredi
| Network | Network   | 20h                       | 20h30                     | 21h                        | 21h30                      | 22h             | 22h30           |
| ------- | --------- | ------------------------- | ------------------------- | -------------------------- | -------------------------- | --------------- | --------------- |
| ABC     | ABC       | The Middle                | Back in the Game          | Modern Family              | Super Fun Night            | Nashville       | Nashville       |
| CBS     | CBS       | Survivor: Blood vs. Water | Survivor: Blood vs. Water | Esprits criminels          | Esprits criminels          | Les Experts     | Les Experts     |
| The CW  | The CW    | Arrow (9/10)              | Arrow (9/10)              | The Tomorrow People (9/10) | The Tomorrow People (9/10) | Programme local | Programme local |
| Fox     | Automne   | The X Factor              | The X Factor              | The X Factor               | The X Factor               | Programme local | Programme local |
| Fox     | Mi-saison | American Idol             | American Idol             | American Idol              | American Idol              | Programme local | Programme local |
| NBC     | NBC       | Revolution                | Revolution                | New York, Unité Spéciale   | New York, Unité Spéciale   | Ironside        | Ironside        |

### Jeudi
| Network | Network   | 20h                                          | 20h30                                        | 21h                  | 21h30                   | 22h             | 22h30           |
| ------- | --------- | -------------------------------------------- | -------------------------------------------- | -------------------- | ----------------------- | --------------- | --------------- |
| ABC     | Automne   | Once Upon a Time in Wonderland (10/10)       | Once Upon a Time in Wonderland (10/10)       | Grey's Anatomy       | Grey's Anatomy          | Scandal (3/10)  | Scandal (3/10)  |
| ABC     | Mi-saison | The Quest (2/1)                              | The Quest (2/1)                              | Grey's Anatomy       | Grey's Anatomy          | Scandal (3/10)  | Scandal (3/10)  |
| CBS     | CBS       | The Big Bang Theory                          | The Millers                                  | The Crazy Ones       | Mon oncle Charlie       | Elementary      | Elementary      |
| The CW  | The CW    | Vampire Diaries (The Vampire Diaries) (3/10) | Vampire Diaries (The Vampire Diaries) (3/10) | Reign (17/10)        | Reign (17/10)           | Programme local | Programme local |
| Fox     | Automne   | The X Factor                                 | The X Factor                                 | Glee                 | Glee                    | Programme local | Programme local |
| Fox     | Mi-saison | American Idol                                | American Idol                                | Rake                 | Rake                    | Programme local | Programme local |
| NBC     | NBC       | Parks and Recreation                         | Welcome to the Family                        | Sean Saves the World | The Michael J. Fox Show | Parenthood      | Parenthood      |

### Vendredi
| Network | Network   | 20h                        | 20h30                      | 21h                      | 21h30                    | 22h             | 22h30           |
| ------- | --------- | -------------------------- | -------------------------- | ------------------------ | ------------------------ | --------------- | --------------- |
| ABC     | ABC       | Last Man Standing          | The Neighbors              | Shark Tank               | Shark Tank               | 20/20           | 20/20           |
| CBS     | CBS       | Undercover Boss            | Undercover Boss            | Hawaii 5-0               | Hawaii 5-0               | Blue Bloods     | Blue Bloods     |
| The CW  | The CW    | The Carrie Diaries (25/10) | The Carrie Diaries (25/10) | America's Next Top Model | America's Next Top Model | Programme local | Programme local |
| Fox     | Automne   | Junior MasterChef          | Junior MasterChef          | Rediffusion              | Rediffusion              | Programme local | Programme local |
| Fox     | Suivi par | Bones (8/11)               | Bones (8/11)               | Raising Hope (8/11)      | Raising Hope (8/11)      | Programme local | Programme local |
| Fox     | Mi-Saison | Bones (8/11)               | Bones (8/11)               | Raising Hope             | Enlisted (10/1)          | Programme local | Programme local |
| NBC     | Automne   | Rediffusion                | Rediffusion                | Dateline NBC             | Dateline NBC             | Dateline NBC    | Dateline NBC    |
| NBC     | Suivi par | Dateline NBC               | Dateline NBC               | Grimm (10/25)            | Grimm (10/25)            | Dracula (10/25) | Dracula (10/25) |
| NBC     | Mi-saison | Dateline NBC               | Dateline NBC               | Grimm (10/25)            | Grimm (10/25)            | Crossbones      | Crossbones      |

### Samedi
| Network | Network | 20h                                                               | 20h30                                                             | 21h                                                               | 21h30                                                             | 22h                                                               | 22h30                                                             |
| ------- | ------- | ----------------------------------------------------------------- | ----------------------------------------------------------------- | ----------------------------------------------------------------- | ----------------------------------------------------------------- | ----------------------------------------------------------------- | ----------------------------------------------------------------- |
| ABC     | ABC     | Saturday Night Football (suivant le calendrier de la compétition) | Saturday Night Football (suivant le calendrier de la compétition) | Saturday Night Football (suivant le calendrier de la compétition) | Saturday Night Football (suivant le calendrier de la compétition) | Saturday Night Football (suivant le calendrier de la compétition) | Saturday Night Football (suivant le calendrier de la compétition) |
| CBS     | CBS     | Comedytime Saturday                                               | Comedytime Saturday                                               | Crimetime Saturday                                                | Crimetime Saturday                                                | 48 Hours                                                          | 48 Hours                                                          |
| Fox     | Fox     | Fox College Football                                              | Fox College Football                                              | Fox College Football                                              | Fox College Football                                              | Fox College Football                                              | Fox College Football                                              |
| NBC     | NBC     | Rediffusion                                                       | Rediffusion                                                       | Rediffusion                                                       | Rediffusion                                                       | Rediffusion                                                       | Rediffusion                                                       |

## Liste des séries par réseau de télévision

### ABC
| Séries renouvelées : - Castle (saison 6) - Grey's Anatomy (saison 10) - Last Man Standing (saison 3) - The Middle (saison 5) - Modern Family (saison 5) - Nashville (saison 2) - The Neighbors (saison 2) - Once Upon a Time (saison 3) - Revenge (saison 3) - Scandal (saison 3) - Suburgatory (saison 3) | Nouvelles séries : - Agents of S.H.I.E.L.D. - Back in the Game - Betrayal - The Goldbergs - Killer Women - Lucky 7 - Mind Games - Mixology - Once Upon a Time in Wonderland - Resurrection - Super Fun Night - Trophy Wife | Séries non renouvelées : - 666 Park Avenue (saison 1) - Body of Proof (saison 3) - Don't Trust the B---- in Apartment 23 (saison 2) - Family Tools (saison 1) - Happy Endings (saison 3) - How to Live with Your Parents (for the Rest of Your Life) (saison 1) - Last Resort (saison 1) - Malibu Country (saison 1) - Private Practice (saison 6) - Red Widow (saison 1) - Zero Hour (saison 1) |

### CBS
| Séries renouvelées : - 2 Broke Girls (saison 3) - The Big Bang Theory (saison 7) - Blue Bloods (saison 4) - Esprits criminels (saison 9) - Les Experts (saison 14) - Elementary (saison 2) - The Good Wife (saison 5) - Hawaii Five-0 (saison 4) - How I Met Your Mother (saison 9) - Mentalist (saison 6) - Mike and Molly (saison 4) - NCIS : Enquêtes spéciales (saison 11) - NCIS : Los Angeles (saison 5) - Mon oncle Charlie (saison 11) - Person of Interest (saison 3) | Nouvelles séries : - Bad Teacher - The Crazy Ones - Friends with Better Lives - Hostages - Intelligence - The Millers - Mom - Reckless - We Are Men | Séries non renouvelées : - Les Experts : Manhattan (saison 9) - Golden Boy (saison 1) - Made in Jersey (saison 1) - Partners (saison 1) - Leçons sur le mariage (saison 7) - Vegas (saison 1) |

### The CW
| Séries renouvelées : - Arrow (saison 2) - Beauty and the Beast (saison 2) - The Carrie Diaries (saison 2) - Hart of Dixie (saison 3) - Nikita (saison 4) - Supernatural (saison 9) - Vampire Diaries (saison 5) | Nouvelles séries : - The 100 - The Originals - Reign - Star-Crossed - The Tomorrow People | Séries non renouvelées : - 90210 (saison 5) - Cult (saison 1) - Dr Emily Owens (saison 1) - Gossip Girl (saison 6) |

### Fox
| Séries renouvelées : - American Dad! (saison 9) - Bob's Burgers (saison 4) - Bones (saison 9) - Les Griffin (saison 12) - The Following (saison 2) - Glee (saison 5) - The Mindy Project (saison 2) - New Girl (saison 3) - Raising Hope (saison 4) - Les Simpson (saison 25) | Nouvelles séries : - Almost Human - Brooklyn Nine-Nine - Dads - Enlisted - Gang Related - Murder Police - Rake - Sleepy Hollow - Surviving Jack - Us and Them | Séries non renouvelées : - Ben and Kate (saison 1) - The Cleveland Show (saison 4) - Fringe (saison 5) - The Mob Doctor (saison 1) - Touch (saison 2) |

### NBC
| Séries renouvelées : - Chicago Fire (saison 2) - Community (saison 5) - Grimm (saison 3) - New York, unité spéciale (saison 15) - Parenthood (saison 5) - Parks and Recreation (saison 6) - Revolution (saison 2) | Nouvelles séries : - About a Boy - Believe - The Blacklist - Chicago PD - Crisis - Crossbones - Dracula - The Family Guide - Ironside - The Michael J. Fox Show - The Night Shift - Sean Saves the World - Undateable - Welcome to the Family | Séries non renouvelées : - 1600 Penn (saison 1) - 30 Rock (saison 7) - Animal Practice (saison 1) - Deception (saison 1) - Do No Harm (saison 1) - Go On (saison 1) - Guys with Kids (saison 1) - The New Normal (saison 1) - The Office (saison 9) - Smash (saison 2) - Up All Night (saison 2) - Whitney (saison 2) |

## Séries renouvelées et annulées

### Séries renouvelées

#### Fox
- Glee est renouvelée pour une sixième saison (annoncé le 19 avril 2013)[2].

### Séries annulées ou arrêtées

#### CBS
- How I Met Your Mother sera arrêtée à l'issue de la neuvième saison (annoncé le 30 janvier 2013)[3].

#### The CW
- Nikita sera arrêtée à l'issue de la quatrième saison (annoncé le 16 mai 2013)[4].

#### FOX
- American Dad! finira la saison 10 sur FOX avant de déménager sur TBS pour la suite de la série (annoncé le 16 juillet 2013)[5].